# Symmoriida
Los simoríidos (Symmoriida) son un orden extinto de peces cartilaginosos que apareció hace 360 millones de años, en el periodo Devónico y Carbonífero.

## Posición taxonómica
Las afinidades de los simoríidos son inciertas; algunos autores los consideran condrictios basales, situados antes de la separación de holocéfalos y elasmobranquios, mientras que otros los consideran ya elasmobranquios, es decir, parientes de los tiburones y las rayas.

## Familias y especies

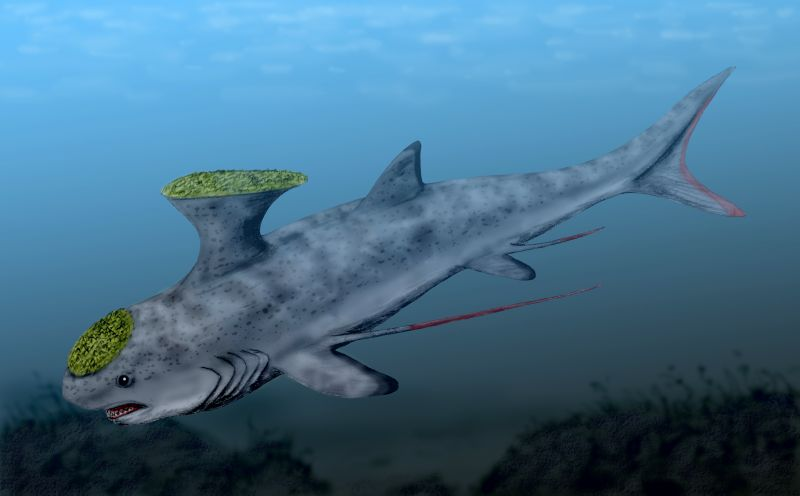
Akmonistion

Este orden cuenta con 3 familias y 10 géneros:
- Familia Symmoriidae

Cobelodus
Denaea
Symmorium
- Familia Falcatidae

Falcatus
Democles
- Familia Stethacanthidae

Akmonistion
Bethacanthulus
Orestiacanthus
Stethacanthulus
Stethacanthus